# Rickshaw
En rickshaw er en hyrevogn, der trækkes af en person til fods. Findes også som cykelrickshaw, hvor føreren driver vognen ved pedalkraft. 
Både rickshaws og cykelrickshaws har traditionelt været særligt udbredt i Asien, hvor det har været et udbredt erhverv at ernære sig som rickshaw-kører. I dag har rickshaws ikke nær den samme betydning for infrastrukturen på grund af den hastige udbredelse af biler og busser. 
Rickshawen er særligt velegnet til transport af flere mennesker, og især mange nye cykelmodeller er udviklet med automatgear og elhjælpemotorer, som gør dem lettere at cykle med personer og tung last. 
I en del vestlige byer – blandt andet København – benyttes rickshaws særligt til at transportere turister, som en form for cykeltaxaer.[kilde mangler]
Rickshaws ses også brugt af børnehaveinstitutioner og ældrecentre, sidstnævnte som en del af en forening, der rekutterer frivillige til at cykle med ældre borgere.[kilde mangler]
Selve ordet rickshaw stammer oprindeligt fra det japanske jinrikisha, der er sammensat af jin (menneske), riki (kraft), sha (køretøj).
Litterært er den fattige kinesiske rickshaw-løbers situation i Singapore behandlet i Johannes V. Jensens novelle Kulien fra 1906.

## Foto-galleri
- Rickshaw på Toyota museet i Aichi, Japan. Foto: Gnsin
- To japanske kvinder i en rickshaw, ca. 1860-1900.
- To japanske rickshaws.
- Rickshaw ved en helligdom i Kyoto, Japan.
- Rickshaw i Kolkata (tidligere Calcutta), Indien
- En indonesisk cykel-rickshaw kaldet en becâk, Foto: Jonathan McIntosh,
- En rickshaw i indisk stil fotograferet i Stockholm.